# Long Loan

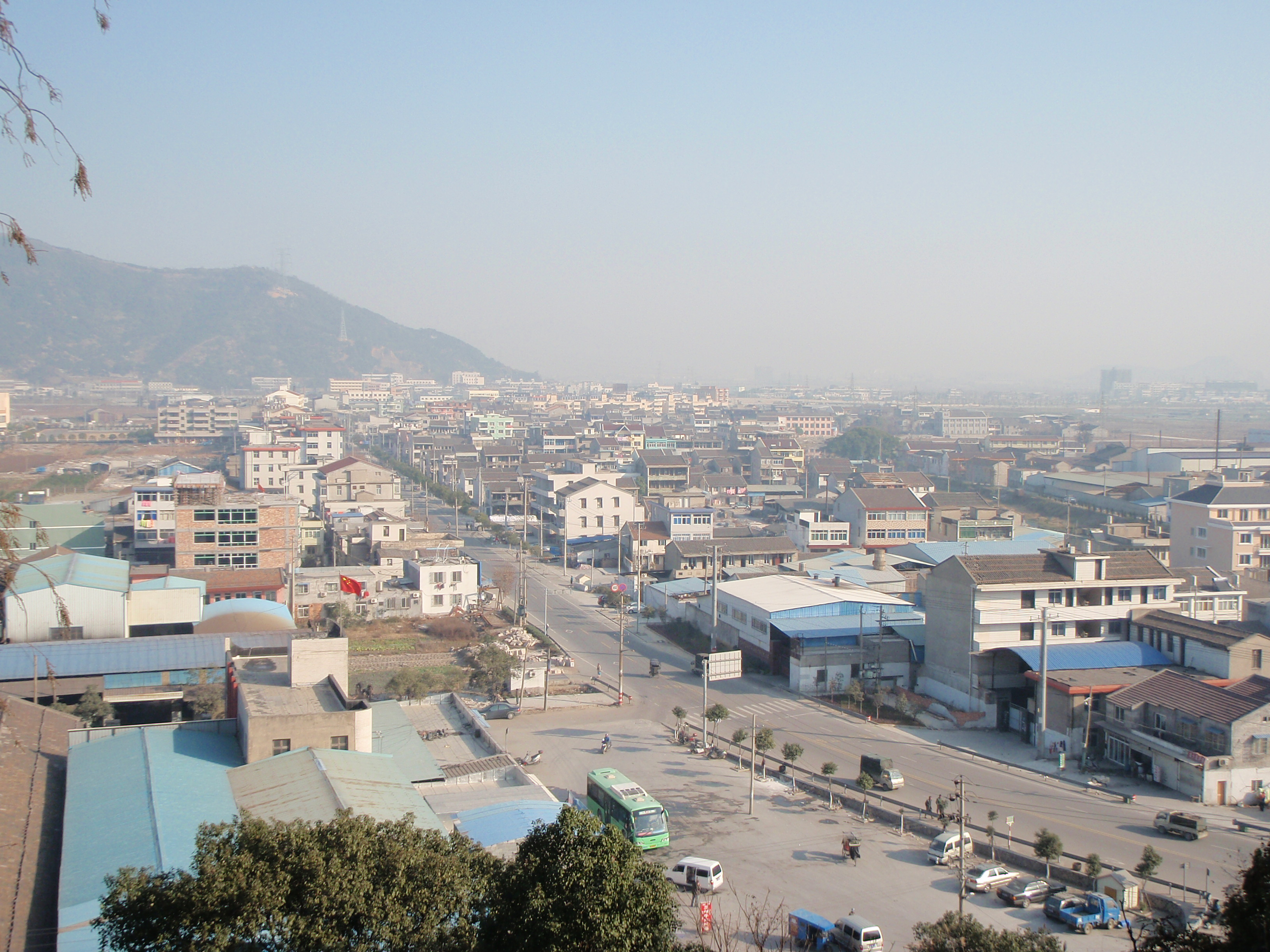
Long Loan

Long Loan (chữ Hán giản thể: 龙湾区, bính âm: Lóngwān Qū, âm Hán Việt: Long Loan khu) là một quận thuộc địa cấp thị Ôn Châu, tỉnh Chiết Giang, Cộng hòa Nhân dân Trung Hoa. Long Loan có diện tích 279 km², dân số 300.000 người. Quận Long Loan được thành lập năm 1984. Về mặt hành chính, quận Long Loan có các đơn vị hành chính trực thuộc gồm 5 nhai đạo, 5 trấn.
- Nhai đạo: Vĩnh Trung, Hải Tân, Bồ Châu, Hải Thành
- Trấn: Trạng nguyên, Dao Khê, Sa Thành, Thiên Hà, Linh Côn.